# Ар-Раби ибн Юнус
Абу́-ль-Фадль ар-Раби́’ ибн Ю́нус аль-Умави́ (араб. أبو الفضل الربيع بن يونس الأموي‎; ок. 730—785/786) — вольноотпущенник, ставший впоследствии одним из ведущих министров раннего Аббасидского халифата, при халифах аль-Мансуре (прав. 754—775), аль-Махди (прав. 775—785) и аль-Хади (прав. 785—786).

## Биография
Ар-Раби был рождён рабыней возле Медины около 730 года. Его отец Юнус был из состоятельной семьи. Он отрицал своё отцовство, и ребёнка отправили в другую семью. Ар-Раби жил в пустыне и выполнял чёрную работу. Затем он был выкуплен наместником Медины Зиядом аль-Хариси и преподнесён в качестве подарка первому халифу из династии Аббасидов, ас-Саффаху. Он был освобождён аль-Харисом аль-Хаффаром, который сам был освобождён Усманом ибн Аффаном.
Аль-Мансур отметил его литературное образование и особенно его способность в арабской поэзии. Ар-Раби получил известность в Аббасидском дворе, что привело к его назначение в качестве хаджиба (камергера) и в итоге визирем. В исторической литературе его часто упоминают в качестве влиятельной фигурой, контролирующей доступ к халифу. Он руководил строительством коммерческого пригорода Багдада — Карха, а также так называемого Дворца вечности (Каср аль-хульд), где предпочитали оставаться халифы. Ар-Раби даже получил от Аль-Мансура в качестве подарка один квартал нового города, названный его именем (Кати’ат ар-Раби’).
Он сыграл важную роль в обеспечении преемственности аль-Махди, но он был заменён на посту визиря Абу Убайду-Ллахом, и вернулся на свой пост хаджиба, который в то время занимал его сын аль-Фадль ибн ар-Раби’. С этого времени ар-Раби’ участвовал в интриге, которая привела к падению Абу Убайду-Ллаха Во время правления аль-Хади, когда на короткое время он был визирем, хаджибом и начальником канцелярии. Вскоре, однако, он был заменён и курировал только бюджетный отдел (диван аль-азимма).
Точная дата его смерти точно неизвестна. Аль-Джашияр и ат-Табари указывают 785-6 год, аль-Хатиб аль-Багдади и Ибн Халликан утверждают, что он умер в начале 786 года. Ар-Раби’, вероятно, был трудолюбивым, целомудренным и тактичным человеком. Даже аль-Махди, который никогда не был щедрым в похвале, однажды описал его как образец государственного деятеля. Его сын аль-Фадль занимал столь же влиятельное положение при дворе Харуна ар-Рашида (прав. 786—809).